# Euphorbia arenarioides
Euphorbia arenarioides là một loài thực vật có hoa trong họ Đại kích. Loài này được Gagnep. mô tả khoa học đầu tiên năm 1921.